# Грімальді (рід)

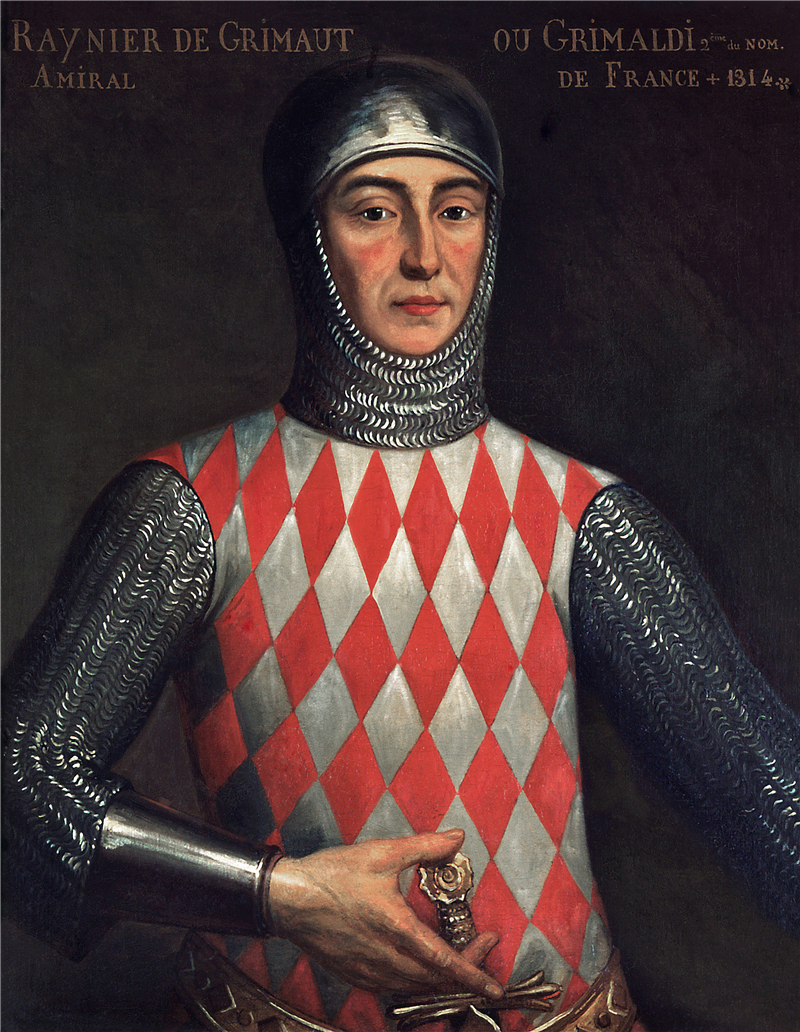
Реньє І

Грімальді (італ. Grimaldi) — одна з чотирьох родин (альберго), які протягом п'яти століть правили Генуезькою республікою. Три інших сімейства — Фієскі, Доріа та Спінола. У XIV столітті одна з гілок роду Грімальді захопила Монако, яким і править досі.

## Походження та історія
Рід веде своє походження від Грімальді Канелла, який обирався консулом Генуї в 1162, 1170 і 1184 роках. Його батько також був консулом, в 1133 році. Протягом XIII століття Грімальді трималися пропапської політики, для чого уклали союз з родом Фієскі, з якого вийшло двоє понтифіків. Разом з Фієскі вони двічі виганялись з міста народом і гібелінами.
Важке життя у вигнанні спонукало Грімальді закріплюватися в різних куточках Лігурійської Рів'єри і навіть на Сицилії. Одним з таких лігурійських замків було Монако, яким Грімальді остаточно заволоділи 1395 року. На той час вони вже повернулися до Генуї й активно брали участь у політичному житті республіки. 1353 року адмірал Антоніо Грімальді очолив генуезький флот, що дав бій венеційсько-каталонському флоту біля берегів Сардинії.
Після 1528 в Генуезькій республіці настали спокійніші часи. Грімальді зберігали місце у верхівці місцевої аристократії, шестеро з них обиралися дожами. У ренесансному кварталі Палацці-деі-Роллі найбільш відомий побудований Грімальді палаццо Бьянко, тепер у ньому картинна галерея. Монакська гілка Грімальді 1659 року прийняла княжий титул, а французький король Людовик XIII відновив для них старовинний титул герцогів де Валентінуа. Принци Монако проводили багато часу при версальському дворі й дружин вибирали з представниць французької аристократії.

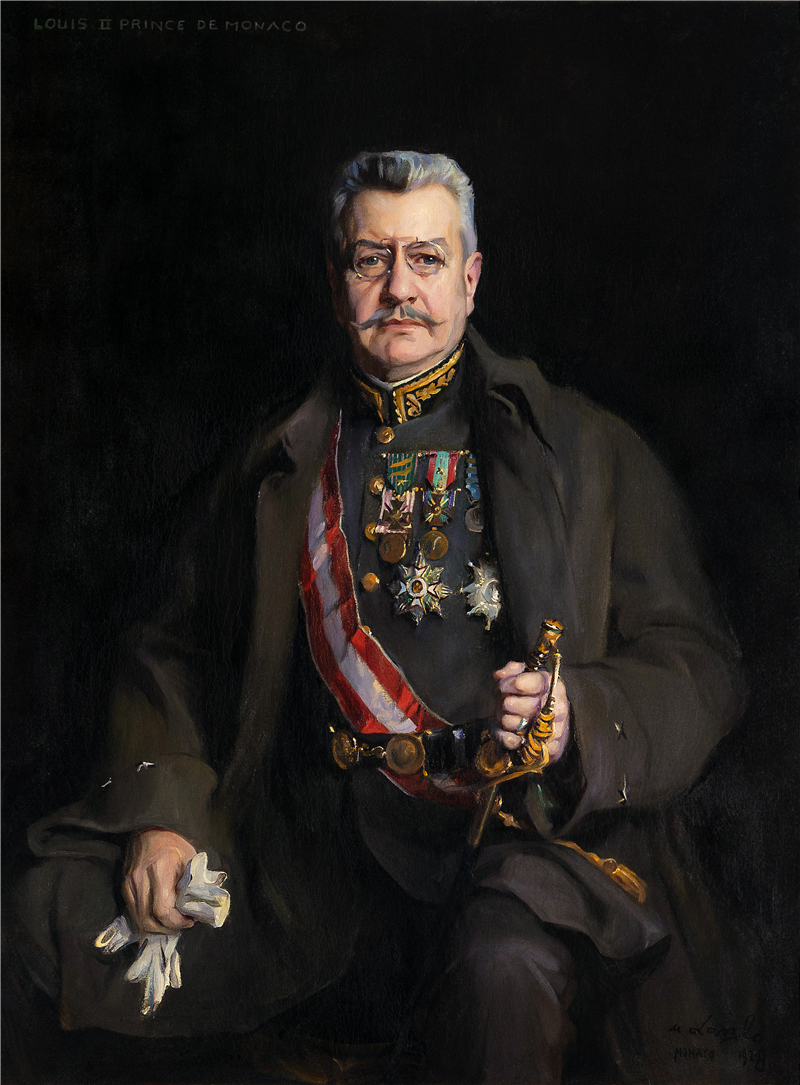
Луї ІІ

1733 року монакська гілка Грімальді обірвалася в чоловічому коліні. Князівство перейшло через шлюбний союз зі спадкоємицею роду до герцога Естутевіля з французького сімейства Гойон де Матіньон, який за умовами шлюбного контракту взяв прізвище Грімальді. Нинішні Грімальді — князь Альбер і його сестри Стефанія та Кароліна — походять від шлюбу графа Поліньяка з Шарлоттою, позашлюбною дочкою князя Луї II (правив у 1922—1949).

## Представники

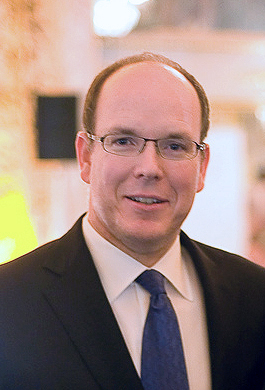
Альбер II

- Альбер I (князь Монако)
- Альбер II (князь Монако)
- Шарлін (княгиня Монако)
- Жак I
- Карл III (князь Монако)
- Луї ІІ (князь Монако)
- Марія Вікторія Гамільтон
- Оноре II (князь Монако)
- Оноре III
- Оноре IV
- Оноре V
- Реньє І
- Реньє III
- Стефанія, принцеса Монако
- Флорестан І
- Франческо Грімальді

## Герб
Червоні ромби на білому тлі. Девіз роду Гарімальді: «Deo Juvante» (лат. З Божою поміччю).

## Джерело
Вікісховище має мультимедійні дані за темою: Грімальді (рід)
- Грімальді [Архівовано 15 січня 2012 у Wayback Machine.] в Британської енциклопедії